# Francis Drake
Sir Francis Drake (Tavistock, tra il 1540 e il 1544 – Portobelo, 28 gennaio 1596) è stato un corsaro, navigatore e politico inglese.
Membro dei Sea Dogs, fu il primo inglese a circumnavigare il globo, dal 1577 al 1580, e fu insignito del titolo di cavaliere al suo ritorno dalla regina Elisabetta I.

## Biografia

### Origini e formazione
Come gran parte dei suoi contemporanei, non esistono atti di nascita di Drake. Si ritiene però che sia nato tra il 1540 e il 1544, in base a date di eventi successivi nel Devon, Inghilterra. Figlio di agricoltori protestanti, Mary Myllwaye e Edmund Drake, i quali, durante le sommosse cattoliche del 1549, furono costretti a fuggire nel Kent. Era il più grande di dodici figli. All'età di 18 anni Francis prese il mare su una nave mercantile, apprendista presso un mercante che percorreva la tratta per il commercio merci tra Inghilterra e Francia. Prese bene la navigazione e fu presto arruolato dai suoi parenti, gli Hawkins.  Passò gli inizi della sua carriera affinando le sue qualità di manovrare nelle acque difficili del Mare del Nord e infine, dopo la morte del capitano per il quale egli comandava, divenne comandante di un'imbarcazione di proprietà nel 1556.
All'età di 23 anni Drake compì i suoi primi viaggi nel Nuovo Mondo sotto le vele della famiglia Hawkins di Plymouth, in compagnia di suo cugino, Sir John Hawkins. Famosa anche la spedizione da lui guidata con la nave Paffal in America del Sud. In seguito all'attacco di Cadice e alle sue imprese nel Mar dei Caraibi spagnolo, Drake si guadagnò il soprannome di El Draque ("Il dragone"), che è la diretta traduzione del suo cognome. Il suo motto era "Sic parvis magna" ["Da umili origini verso grandi imprese"].
Verso il 1560, Drake ricevette il comando della sua nave, la Judith. Assieme a una piccola flotta, Drake e John Hawkins, suo cugino, salparono per l'Africa e lavorarono come mercanti di schiavi illecitamente. Poi salparono per la Nuova Spagna dove vendettero i loro prigionieri ai coloni contro la legge spagnola.
Nel 1568, le forze del nuovo viceré spagnolo bloccarono Drake e Hawkins nel porto messicano di San Juan de Ulúa. I due riuscirono a fuggire con le rispettive navi ma nello scontro decine di uomini da loro comandati furono uccisi dagli spagnoli. L’agguato radicò in Drake un odio profondo per la corona spagnola.
Nel 1572, la regina Elisabetta I assegnò a Drake un incarico da corsaro, potendo quindi saccheggiare tutte le navi di re Filippo II di Spagna. Nello stesso anno Drake decise di intraprendere anche il suo primo viaggio indipendente diretto a Panama partendo da Plymouth con l’intento di attaccare la città di Nombre de Dios, dal quale porto salpavano le navi spagnole che trasportavano argento e oro dal Perù.
Partì con due navi e un equipaggio di 23 uomini e riuscì a conquistare la città ma fu gravemente ferito durante l’attacco, quindi dovette ritirarsi con un bottino poco cospicuo. Continuarono a navigare nell'area Centro Americana per qualche tempo, intanto che le ferite di Drake furono guarite, e fecero irruzione in diversi porti spagnoli riuscendo a raccogliere molto oro e argento per poi tornare a Plymouth nel 1573.

### Circumnavigazione del globo terrestre (1577-26 Settembre 1580)
Visto il successo di Panama, nel 1577 Drake ricevette dalla regina Elisabetta il compito d'intraprendere una spedizione contro la Spagna lungo le coste americane del Pacifico. Egli salpò da Plymouth, Inghilterra, a dicembre, a bordo del Pelican, con quattro altre navi e più di 150 uomini. Dopo aver attraversato l'Atlantico, due delle navi dovettero essere abbandonate sulla costa orientale del Sud America e le restanti tre partirono dirette allo stretto di Magellano, all'estremità meridionale del continente. Alcune settimane dopo, esse riuscirono a entrare nel Pacifico, ma violenti temporali ne distrussero una e costrinsero un'altra a far ritorno in Inghilterra. Drake proseguì con la sola nave ammiraglia, rinominata Golden Hind (la Cerva Dorata) in onore a Sir Christopher Hatton, il cancelliere favorito di Elisabetta nonché finanziatore del viaggio, che nel suo stemma araldico aveva appunto una cerva dorata.
La nave veleggiò verso nord lungo le coste Pacifiche del Sud America, attaccando porti spagnoli come Valparaíso durante il percorso. Catturò inoltre navi spagnole nel viaggio verso nord, facendo buon uso delle loro mappe, più accurate. Nella sua ricerca del passaggio a nord-ovest, Drake potrebbe essere giunto fino all'odierno confine tra Stati Uniti e Canada. Non essendo in grado di trovare il fantomatico passaggio per rientrare nell'Atlantico, girò indietro e si diresse a sud.
Nel 1579 la Golden Hind entrò in un'insenatura (la baia di Drake) a nord dell'odierna San Francisco per riparazioni. Sbarcò quindi nel nord della California (o forse ancora più a nord, nell'Oregon o nel nord-ovest Pacifico: il luogo esatto è ancora dibattuto tra gli storici) e dichiarò la terra territorio della Corona Inglese battezzandola "Nuova Albione". Le mappe realizzate poco dopo riportarono scritto: "Nuova Albione" su tutta la frontiera a nord della Nuova Spagna.	
Quando rifece vela, Drake si diresse a ovest attraverso il Pacifico e qualche mese dopo raggiunse le Molucche, un gruppo di isole nel sud-ovest Pacifico, a est dell'odierna Indonesia. Fece numerose soste nel suo viaggio verso la punta dell'Africa, doppiando infine il capo di Buona Speranza, e arrivò in Inghilterra nel settembre del 1580. Portò con sé un ricco carico di spezie e di tesori catturati agli spagnoli e fu salutato come il primo inglese a circumnavigare la Terra. Il 4 aprile 1581 Drake fu nominato cavaliere dalla regina Elisabetta a bordo della Golden Hind e divenne sindaco di Plymouth e parlamentare.	
Il carico di spezie e tesori catturati agli spagnoli dimostrarono sia la ricchezza che la vulnerabilità dell'Impero spagnolo. La regina ebbe diritto alla metà del carico e il valore di quella metà era superiore alle entrate della corona di un intero anno. La regina ordinò che tutti i resoconti scritti del viaggio di Drake fossero tenuti segreti, ai suoi partecipanti fu fatto giurare il silenzio a prezzo della vita; il suo scopo era tenere le attività di Drake lontano dagli occhi della rivale Spagna.

### Il ruolo nella guerra anglo-spagnola
Tra il 1585 e il 1586, i rapporti tra Inghilterra e Spagna peggiorarono. Drake navigò verso il nuovo mondo e saccheggiò i porti di Santo Domingo e Cartagena. Nella tratta di ritorno del viaggio catturò il fortino Spagnolo di St. Augustine (Florida). Questi atti portarono Filippo II di Spagna a progettare di invadere l'Inghilterra con una vasta armata di navi da guerra. Per prevenire un attacco, Drake condusse un assedio alla città spagnola di Cadice, affondando più di 30 navi e molti rifornimenti.
Nel 1588 Drake fu nominato viceammiraglio della marina inglese, sotto Lord Howard di Effingham, mentre il 21 luglio, 130 navi dell'Armada spagnola entrarono nel Canale della Manica in formazione a mezzaluna. La flotta inglese salpò per incontrarli, facendo affidamento sul fuoco dei cannoni a lungo raggio per danneggiare in modo significativo l'armata nei giorni successivi.
Il 27 luglio, il comandante spagnolo Alonso Pérez de Guzmán, duca di Medina Sidonia, ancorò l'armata al largo di Calais, Francia. La sera successiva, Lord Howard e Drake organizzarono navi incendiarie per fare un attacco direttamente nella flotta spagnola. Questo attacco provocò pochi danni ma in compenso scatenò il panico e fece sì che alcuni dei capitani spagnoli tagliassero l'ancora e si disperdessero. I forti venti portarono molte delle navi verso il Mare del Nord, e gli inglesi le inseguirono, catturando infine il galeone spagnolo Rosario insieme all'ammiraglio Pedro de Valdés e tutto il suo equipaggio, ma generando così confusione nella stessa flotta inglese. Nella notte del 29 luglio, insieme a Howard, Drake organizzò le navi incendiarie che costrinsero la maggior parte dei capitani spagnoli a rompere la formazione e a far vela attraverso il passo di Calais verso il mare aperto. Il giorno seguente Drake fu presente alla battaglia di Gravelines.
Nel 1589, la regina Elisabetta I ordinò a Drake di cercare e distruggere tutte le navi rimaste dell'armata e aiutare i ribelli portoghesi a Lisbona a combattere contro gli occupanti spagnoli. La spedizione subì invece grosse perdite in termini di vite e risorse. Drake tornò a casa sconfitto e per i successivi anni si occupò dei doveri di sindaco di Plymouth.

### Le imprese coloniali e la morte
Drake successivamente intraprese una lunga e disastrosa campagna contro le colonie spagnole in America assieme al cugino John Hawkins, subendo numerose e continue sconfitte, ultima delle quali l'attacco a Porto Rico, durante il quale un colpo di cannone sparato dalla fortezza di San Felipe del Morro raggiunse il ponte della sua nave, ma Drake riuscì miracolosamente a sopravvivere.
Nel gennaio 1596, morì di dissenteria mentre era ancorato nella baia di Portobello, dove venne seppellito in mare nella sua armatura, dietro sua richiesta. Nel suo testamento prescrisse di lasciare buona parte del proprio patrimonio personale alla povera gente della cittadina di Plymouth.

## Influenza nella cultura di massa
- C'è una leggenda popolare secondo la quale, se l'Inghilterra fosse mai in pericolo, battendo sul tamburo di Francis Drake lo si farebbe ritornare in tempo per salvare la patria.
- Un'altra leggenda narra che Drake ebbe una relazione con la regina Elisabetta I Tudor, la quale ebbe un figlio. Tuttavia sembrava poco degno per una regina sposare un corsaro, quindi l'identità della sua genitrice fu sempre tenuta nascosta al ragazzo. Costui si convertì al cattolicesimo e giunse a guidare la lotta contro l'anglicanesimo iniziata da Filippo II. Sempre secondo la leggenda, durante una battaglia il figlio della regina arrivò ad incontrare la madre, la quale lo fece catturare e, poco prima della sua condanna, rivelò la sua discendenza, ma solamente a lui.
- Le imprese di Drake furono celebrate dal poeta patriottico vittoriano Henry Newbolt nel poema Il tamburo di Drake. Un poema intitolato allo stesso modo fu anche scritto dalla poetessa tardo vittoriana Norah M. Holland.
- Secondo il fumettista Don Rosa, Drake ha posto nella sua Nuova Albione (in questo caso, nel nord della California) le basi per Paperopoli, fondando il forte Drakeborough, trasformato poi in Duckburg.
- Solomon Kane, lo spadaccino puritano nato dalla penna di Robert E. Howard, navigò con Drake, anche se non aveva molta stima di lui.
- Nel manga e anime One Piece, il personaggio di X Drake è ispirato a lui.
- Sir Francis Drake è presente, nella serie videoludica Uncharted, ed è il presunto antenato del protagonista Nathan Drake. Nella sua bara (vuota) è custodito un diario che contiene le indicazioni necessarie per raggiungere la mitica El Dorado. Nel primo capitolo è presente anche un anello, sul quale è inciso il motto del corsaro: "Sic parvis magna" ovvero "Da umili origini verso grandi imprese" e all'interno la data del giorno dopo la morte con le coordinate della bara. Nel terzo capitolo della saga, esso è la chiave per decifrare i messaggi lasciati da Sir Francis Drake.
- Nel videogioco di ruolo d'azione giapponese Fate/EXTRA Francis Drake è uno spirito eroico di classe Rider, evocato da Shinji Matou. Nel gioco, Rider sarà il primo avversario affrontato dal protagonista. Il personaggio si discosta però dall'iconologia classica, essendo nel gioco di sesso femminile.
- Enzo Ferrari, fondatore dell'omonima casa automobilistica e dell'omonima scuderia motoristica, fu soprannominato Drake dal nome del corsaro, soprannome che si riferiva alla capacità di Ferrari di ottenere risultati sportivi di grande livello gestendo i suoi team con metodi fortemente accentratori, a volte anche spingendosi fino ai confini dei limiti regolamentari.[4]
- Francis Drake compare come personaggio nel romanzo di Ken Follett della saga di Kingsbridge La colonna di fuoco, del 2017.
- Compare in una puntata della quarta stagione della serie americana su Maria Stuarda, Reign.
- A fine anni 70, la Mattel inserì nel mondo di Big Jim il personaggio di Captain Drake, un pirata dal volto di teschio ispirato alla figura di Sir Francis Drake.
- Il fumettista Marco Gervasio riprende la figura di Francis Drake nella sua serie Le strabilianti imprese di Fantomius ladro gentiluomo, nella storia "Il tesoro di Francis Drake".
- Il personaggio di Sir Francis Drake viene citato come 'cavaliere errante del mare', insieme all'ufficiale John Franklin, nel noto racconto Cuore di tenebra dello scrittore polacco britannico Joseph Conrad.
- È stato interpretato da Rod Taylor nel film Il dominatore dei 7 mari, diretto nel 1962 da Rudolph Maté e Primo Zeglio.